# Mary Elliot-Murray-Kynynmound
Mary Elliot-Murray-Kynynmound, grevinna av Minto, född 13 november 1858, död 14 juli 1940, var vicedrottning av Indien 1905–1910 som gift med den brittiske vicekungen i Indien, Gilbert Elliot-Murray-Kynynmound, 4:e earl av Minto. Hon var hovdam, Lady of the Bedchamber, åt Storbritanniens drottning Mary av Teck 1910-1936.